# Campeonato Uruguaio de Futebol de 1995 – Segunda Divisão
A Segunda Divisão Uruguaia de 1995, também conhecida como Segunda Divisão do Campeonato Uruguaio de 1995 e oficialmente como Campeonato Uruguayo de Primera División "B" 1995, foi a 54.ª edição do certame equivalente à segunda divisão profissional do futebol no Uruguai. Foi a penúltima edição como Primera "B", pois, através de uma reestruturação implementada pela Associação Uruguaia de Futebol (AUF) em 1996, a liga passou a se chamar Segunda División Profesional.
O Huracán Buceo sagrou-se campeão da temporada e conquistou a única vaga disponível para a primeira divisão do Campeonato Uruguaio de 1996. Apesar de o Fénix não ter conquistado o acesso à elite do futebol uruguaio em 1995, a equipe teve o grande destaque individual da temporada: o atacante Jorge Puglia, que terminou como artilheiro isolado do campeonato, com 27 gols marcados.
Na parte de baixo da tabela, ao final da temporada, o El Tanque Sisley acabou sendo rebaixado para a División de Aficionados, nome da terceira divisão do futebol uruguaio em 1996.

## Tabela
| Classificação | Classificação       | Pts. | J  | V  | E | D  | GP | GC | SG  |
| ------------- | ------------------- | ---- | -- | -- | - | -- | -- | -- | --- |
| 1º            | Huracán Buceo       | 52   | 24 | 16 | 4 | 4  | 40 | 23 | 17  |
| 2º            | Racing              | 51   | 24 | 14 | 9 | 1  | 49 | 16 | 33  |
| 3º            | Rentistas           | 50   | 24 | 15 | 5 | 4  | 31 | 18 | 13  |
| 4º            | Fénix               | 37   | 24 | 10 | 7 | 7  | 48 | 33 | 15  |
| 5º            | Colón               | 35   | 24 | 10 | 5 | 9  | 33 | 29 | 4   |
| 6º            | Bella Vista         | 33   | 24 | 9  | 6 | 9  | 27 | 18 | 9   |
| 7º            | Miramar Misiones    | 32   | 24 | 8  | 8 | 8  | 29 | 24 | 5   |
| 8º            | Cerrito             | 32   | 24 | 8  | 8 | 8  | 26 | 28 | −2  |
| 9º            | Deportivo Maldonado | 29   | 24 | 8  | 5 | 11 | 33 | 45 | −12 |
| 10º           | Uruguay Montevideo  | 28   | 24 | 7  | 7 | 10 | 27 | 38 | −11 |
| 11º           | Platense Wanderers  | 21   | 24 | 5  | 6 | 13 | 23 | 37 | −15 |
| 12º           | La Luz              | 15   | 24 | 4  | 3 | 17 | 19 | 52 | −33 |
| 13º           | El Tanque Sisley    | 14   | 24 | 3  | 5 | 16 | 19 | 43 | −24 |

|  | Campeão da temporada. Promovido para a primeira divisão. |
|  | Rebaixado para a terceira divisão.                       |

## Resumo da temporada
| Nome oficial do campeonato          | Campeonato Uruguayo de Primera División "B" 1995 |
| Organizadora                        | Associação Uruguaia de Futebol (AUF)             |
| Patrocinador                        | —                                                |
| Datas                               | ? — ?                                            |
| Campeão                             | Huracán Buceo                                    |
| Promovido para a 1ª divisão de 1996 | Huracán Buceo                                    |
| Rebaixado para a 3ª divisão de 1996 | El Tanque Sisley                                 |
| Artilheiro                          | Jorge Puglia, do Fénix, com 27 gols              |